# Сајберделија
Сајберделија (од „сајбер” и „психоделија”) била је фузија сајбер-културе и психоделичне поткултуре у нову контракултуру током 1980-их и 1990-их.
Сајберделична уметност створена је израчунавањем фракталних објеката и представљањем резултата као непокретних слика, анимација, музике или других медија.
На рејв журкама слушала се психоделична транс музика, уз пратњу ласерских светлосних ефеката, пројектованих слика и вештачке магле. Присутни су често користили „клупскe дрогe“.

## Присталице
Тимоти Лири, заговорник употребе психоделичних дрога, који је постао култна фигура хипија 1960-их, поново се појавио 1980-их као портпарол сајберделичне контракултуре, чије су се присталице називале „сајберпанкери“, и који је са филозофског становишта промовисао рачунаре, интернет и виртуелну стварност. Лири је изјавио да је „рачунар ЛСД деведесетих“ и упозорио боеме да се „укључе, покрену, прикључе“.
За разлику од неких хипија 1960-их који су били против науке и технологије, сајберпанкери 1980-их и 1990-их екстатично су прихватили технологију и етику хакера. Они су веровали да висока технологија (и паметне дроге) могу помоћи људима да превазиђу границе, да их могу ослободити власти и чак им омогућити да превазиђу простор, време и тело. Свој етос и естетику често су изражавали путем сајбер-уметности и хаковања стварности.
Р. У. Сиријус, суоснивач и првобитни главни уредник часописа Мондо 2000, постао је истакнути промотер сајберпанк идеологије, чији су следбеници били пионири у ИТ индустрији Силицијумске долине и западне обале Сједињених Држава.
Били Ајдол је пао под утицај сајберделичне субкултуре и сајберпанк фантастике 1992. године. Резултат његове страсти за идеалима који стоје иза културе је његов концептуални албум из 1993. године, Сајберпанк, за који се Ајдол надао да ће његове обожаватеље и обожаватеље других музичара упознати са могућностима које пружа дигитална технологија и сајбер-култура. Ајдол је контактирао Тимотија Лирија и друге чланове сајберделичног покрета како би учествовали у стварању албума. Албум је био критички и финансијски неуспех и поларизовао је интернетске заједнице сајбер-културе у том периоду. Противници су то сматрали чином кооптације и опортунистичке комерцијализације. Такође је сматран за једног од криваца који су прекомерно употребљавали термин „сајберпанк“ због чега је та реч изгубила значење. С друге стране, присталице су Ајдолове напоре виделе као безазлене и добронамерне, а охрабрило их је његово новонастало интересовање за сајбер-културу.

## Колапс
Када се дот-ком балон с краја деведесетих распрснуо 2000. године, техно-утопизам који је дотад превладавао у сајберделичној контракултури почео је да јењава, док је технореализам растао. Већина сајберпанкера схватила је да рачунари, интернет, и друге нове технологије нису заиста донеле радикалне друштвене, политичке и личне промене као што су мислили да ће се десити, односно није настало "сајбер-друштво" -  постполитичко, нехијерархијско друштво које би омогућила кибернетичка опрема, а у коме је компјутерски писмен, супер интелигентан, прогресиван, самосталан, безочни слободни мислилац отвореног ума норма, а особа која није умрежена, не мисли за себе и не доводи у питање ауторитет је „проблематична особа”.
Разочаран, Р. У. Сиријус осудио је сајберделични ескапизам.